# Strange Phenomena
Pour un article plus général, voir Discographie et vidéographie de Kate Bush.
 (décembre 2013).
Singles de Kate Bush
Symphony in Blue
(1979) On Stage (en)
(1979)
Pistes de The Kick Inside
The Saxophone Song Kite
Strange Phenomena est une chanson écrite et enregistrée par Kate Bush. Elle est sortie en single en 1979, uniquement au Brésil ; ce fut le sixième et dernier single de l'album The Kick Inside.